# 綠紋樹蛙
綠紋樹蛙（學名：Litoria aurea），又名綠金雨濱蛙、澳洲金蛙或綠金鈴蛙，是澳洲東部特有的一種樹蛙。牠們可以長達11厘米，故是澳洲體型最大的青蛙之一。牠們所棲息的地方經常受到騷擾，另外污染、入侵物種及寄生蟲和病原體等，令牠們的數量急速下降，現正處於易危狀況。

## 分類

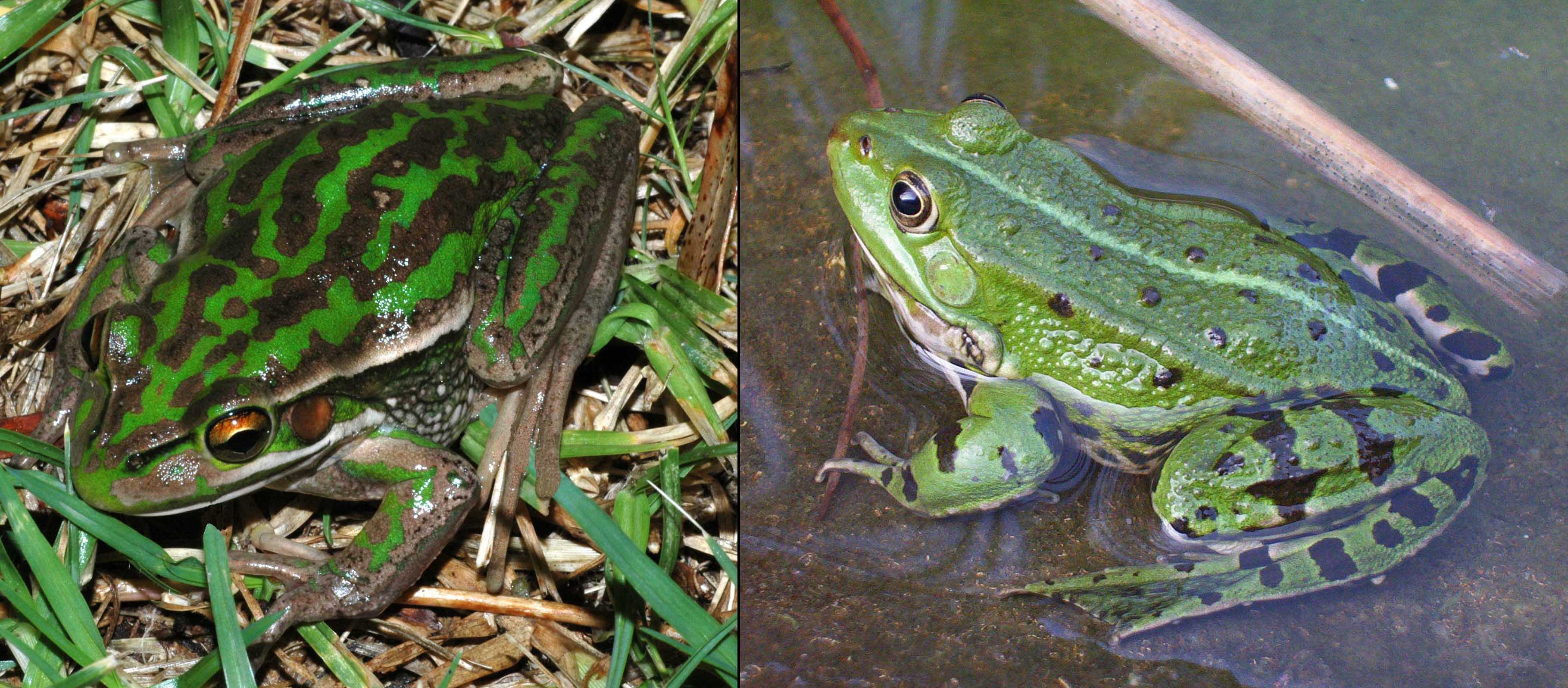
綠紋樹蛙（左）與蛙屬（右）有很多相似的地方。

綠紋樹蛙的身體及行為特徵很像蛙科，包括尖吻、長腿、趾間有蹼、很明顯的鼓膜及體型等，所以牠們最初是被分類到蛙屬中。牠們主要是水生的，只會在下雨天時走到陸上。不過，根據其解剖發現，牠們的骨頭及軟骨結構較為接近樹蟾科，所以被重置於樹蟾科內。
綠紋樹蛙最初是由勒內-普里梅韋勒·萊松（René-Primevère Lesson）於1827年描述。經過20次更改分類後，由阿爾伯特·甘瑟（Albert C. L. G. Günther）於1844年分類到雨濱蛙屬中，後來再有9次的變更才重回到此屬中。種小名是拉丁文「金色」的意思。牠們與蛙形雨濱蛙、L. castanea、L. dahlii、斑股雨濱蛙及穆爾雨濱蛙組成綠紋樹蛙複合群。蛙形雨濱蛙L. castanea與綠紋樹蛙的分佈地重疊，加上牠們的形態相似，故很難分辨。L. castanea自1980年後就未有見到其蹤跡，現已可能滅絕。

## 分佈
綠紋樹蛙是澳洲東南部的特有種。牠們原先分佈由新南威爾士的不倫瑞克灘頭（Brunswick Heads）至維多利亞州的東吉普斯蘭（East Gippsland）的地方，西至巴瑟斯特、蒂默特（Tumut）及澳洲首都特區。但是牠們的群落衰落後，現已只分佈在新南威爾士北部的拜倫灣（Byron Bay）至東吉普斯蘭的沿海地區。
在新南威爾士，牠們自1960年代就已經嚴重衰落。除了凱普頓低地（Captains Flat），牠們從海拔250米以上就已失去蹤跡。群落也很細小，只有少於20隻成蛙。不過，已知有6個群落的數量突破300隻，分別位於悉尼、肖爾黑文（Shoalhaven）及新南威爾士中北部海岸。估計牠們已從最少90%的分佈地消失。
另外，在布勞頓島（Broughton Island）及鮑恩島（Bowen Island）也有綠紋樹蛙出沒。牠們已被引入到新西蘭、新喀里多尼亞及萬那杜。

## 特徵

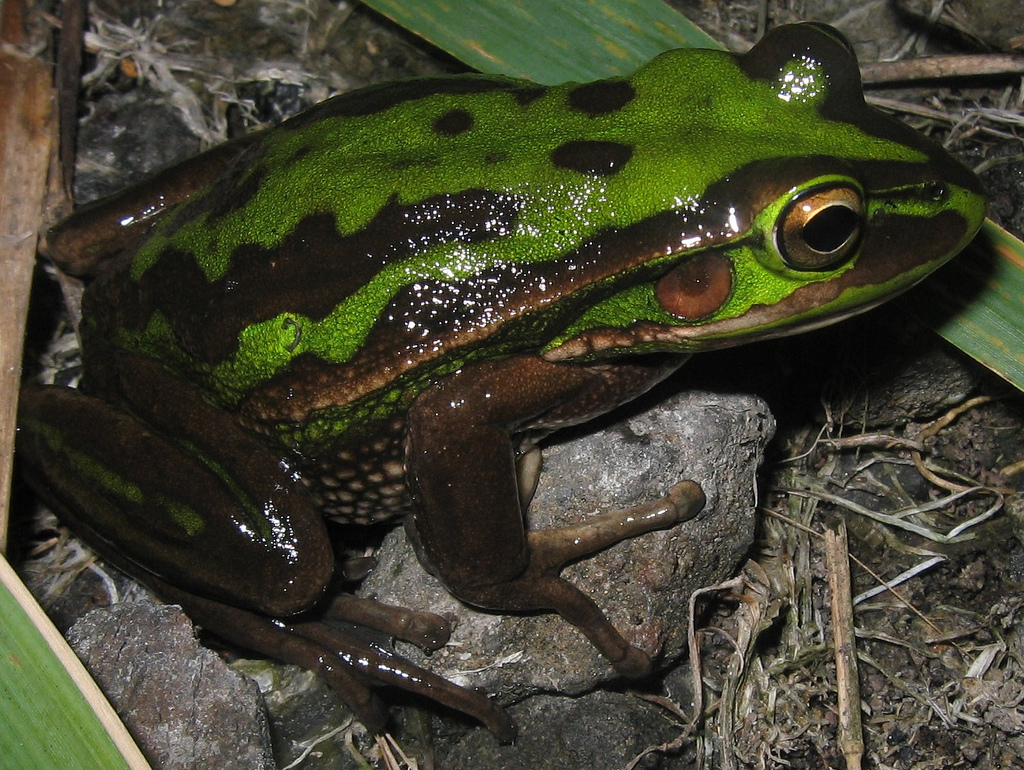
色澤較深的綠紋樹蛙。

綠紋樹蛙的體型很大及粗壯，成蛙長4.5-11厘米，一般長6-8厘米。成年的雄蛙一般比雌蛙細小，背部的顏色亦有明顯差別。雄蛙可以是完全綠色及有深綠至翠綠色陰影、或是綠色帶有黃銅色、深銅褐色或金色斑紋、或是差不多完全青銅色的。於寒冷的5-8月份，綠紋樹蛙並不活躍，色澤也會變深至黑色。牠們只要留在黑暗的地方幾分鐘，皮膚就可以改變成接近黑色。
由眼睛後橫跨鼓膜至腹股溝有一道奶白色或淡黃色的斑紋，以金色圍邊及黑色托底。另有一道相似的斑紋由眼下伸延至肩膀。腹部奶白色或白色，表面粗糙。腳呈綠色、青銅色或兩色混合，大腿內側呈藍綠色。成年雄蛙有黃色的聲囊。瞳孔是一道橫縫，虹膜呈金褐色，兩端有黑色的橫紋。鼓膜明顯及呈卵狀。趾節很大，方便攀樹。前肢沒有蹼，而後肢則完全有蹼。於繁殖期間，雄蛙的拇指會長出婚墊，幫助抓住雌蛙交配。

## 生態及行為

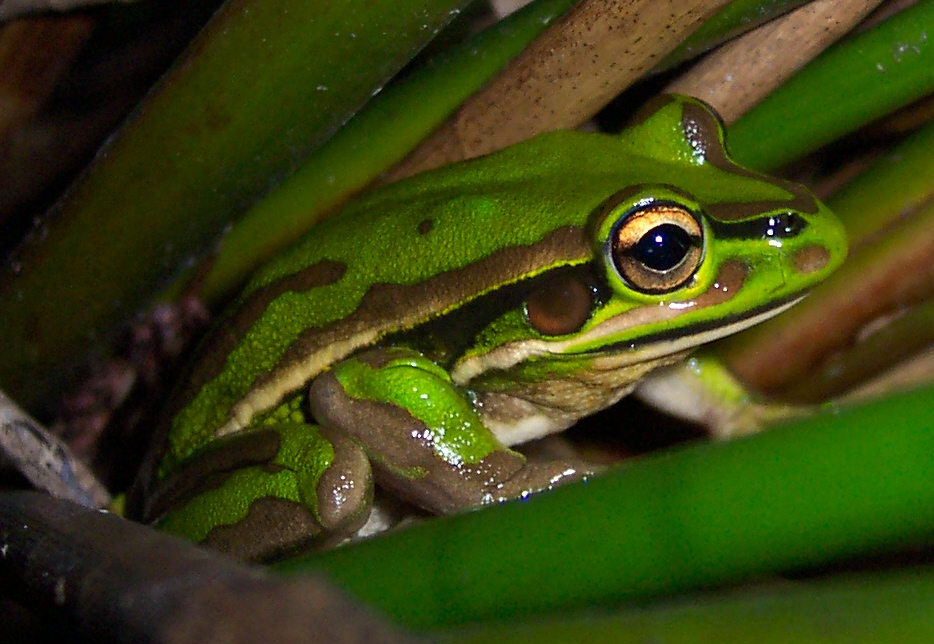
偽裝下的綠紋樹蛙。

綠紋樹蛙大部份時間都會在岩石及蘆葦上哂太陽。牠們是日間活動的。當被捉住時，牠們會分泌出一種帶有刺激性的黏液，內含有17種Aurein肽。當中13種具有廣譜抗生素及抗癌能力，可以對抗有害的微生物。
綠紋樹蛙棲息在沿海的沼澤、林地及森林，在舊工業區也有一些群落居住。雖然牠們生活在多種水體環境，但仍很難確定適合的棲息地。牠們多會在淡水池塘生活，且會避開有掠食性魚類的水體。牠們會在水生的植物（如蘆葦）處哂太陽。冬天則會棲息在有遮蔽的地方。棲息地附近往往有長滿草的地方，適合牠們覓食。
綠紋樹蛙的繁殖受到鹽度及水溫的影響。牠們只會在水溫20℃以上的池塘中產卵。鹽度會影響蝌蚪的生長及變態，若鹽度高於0.8%會令生長率下降及增加死亡率。0.1-0.2%是最適合牠們生長的鹽度，因可以殺死如蛙壺菌的病原體。
成蛙的食性很廣泛，可以吃昆蟲及其他青蛙，甚至是同類。蝌蚪主要吃腐殖質、藻類及細菌。牠們的天敵包括有涉禽及蛇，龜、鰻魚、其他魚類及無脊椎動物等也會掠食牠們。

### 繁殖
綠紋樹蛙於較溫暖的10月至翌年3月繁殖。雄蛙會浮在水上發出叫聲，叫聲像摩托車變速的聲音。雌蛙會在水生植物中產鬼卵，每次平均產5000顆，最多曾達11682顆。卵最初會浮於水面，約於12小時後就會下沉。2-3日後就會孵化出蝌蚪，2-11個月大就會完成變態。在沒有掠食者及短暫的水體中，繁殖率會較高。
綠紋樹蛙的蝌蚪體型很大，可以長達8厘米。身體闊度與深度差不多，呈黃色，腹部較深色。鰭呈黃色及拱形。肌肉系統的大小中等，逐漸向鰭收窄。在長出後肢前，牠們會逐漸變成成體的綠色。

## 保育狀況
綠紋樹蛙的數量於過往10年間減少了超過30%。牠們被世界自然保護聯盟列為易危，局部在新南威爾士則被列為瀕危。失去棲息地、入侵的掠食魚類及排水道的變更都是令牠們減少的原因。原住於北美洲的東部食蚊魚被引入到澳洲來控制蚊患，但綠紋樹蛙的蝌蚪卻受到被這種魚類掠食的危害。其他的因素也包括入侵哺乳動物的掠食、水質的改變及除草劑的使用等。不過，由於綠紋樹蛙具有在受破壞及污染環境生存的能力，失去棲息地並非其衰落的主因。壺菌病於1970年代及1980年代亦對牠們造成一定的傷害。
為保育綠紋樹蛙，現已實行了多項的措施，包括研究控制東部食蚊魚、發展及改善適合的棲息地、飼養計劃及教育等。

## 外部連結
- DEH Species Profiles[永久]
- Frogs Australia Network
- Frogs of Australia （页面存档备份，存于）